# Kevan Gosper
Kevan Gosper (Newcastle, Australia,19 de diciembre de 1933-19 de julio de 2024) fue un atleta australiano, especializado en la prueba de 4x400 m en la que llegó a ser subcampeón olímpico en 1956.

## Carrera deportiva

### Deportista
En los JJ. OO. de Melbourne 1956 ganó la medalla de plata en los relevos 4x400 metros, con un tiempo de 3:06.2 segundos, llegando a meta tras Estados Unidos (oro) y antes que Reino Unido (bronce), siendo sus compañeros de equipo: Graham Gipson, Leon Gregory y David Lean. También participó en la edición de Roma 1960.
También ganó dos medallas de bronce en los Juegos de la Mancomunidad en el evento de relevo 4 x 110 yardas en las ediciones de 1954 y 1958.

### Dirigente
Formó parte del Comité Olímpico Internacional desde 1977 donde llegó a ocupar el cargo de vicepresidente, donde formó parte de los comités organizadores de las ediciones de Juegos Olímpicos de Sídney 2000 y Pekín 2008.
En 1986 recibió la Orden de Australia por sus servicios al deporte como atleta y como dirigente. En 1989 fue honrado como miembro del Salón de la Fama del Deporte Australiano, y en el 2000 fue galardonado con la Medalla Deportiva Australiana por sus contribuciones en el atletismo.